# Luzula calabra
Luzula calabra är en tågväxtart som beskrevs av Michele Tenore. Luzula calabra ingår i Frylesläktet som ingår i familjen tågväxter. Inga underarter finns listade i Catalogue of Life.